# Cucullia dorsalis
Cucullia dorsalis là một loài bướm đêm trong họ Noctuidae.